# Liste des membres du Conseil supérieur de la magistrature
Cet article indique la liste des membres du Conseil supérieur de la magistrature français.

## Évolution des règles de composition du Conseil
La composition du Conseil supérieur de la magistrature a subi de nombreuses évolutions au fil des réformes constitutionnelles. Elle est initialement prévue par la Constitution française du 27 octobre 1946 qui crée l'institution. Sous la  Vème République  elle est prévue par l'article 65 de la Constitution du 4 octobre 1958 qui subira de nombreuses évolutions : 
- La version initiale du texte de 1958 est complétée par l'ordonnance n°58-1271 du 22 décembre 1958 portant loi organique sur le Conseil supérieur de la magistrature
- La loi constitutionnelle du 27 juillet 1993 complétée par la  loi organique du 5 février 1994 procède à une première révision en profondeur de l'article 65 et des règles de composition du Conseil
- La Loi constitutionnelle du 23 juillet 2008 complétée par la loi organique du 22 juillet 2010 modifie encore les règles applicables

### Sous laIVème République
Source : « Constitution de 1946, IVe République », sur Conseil Constitutionnel.
| Président                     | Vice-président                              | magistrats élus par leurs pairs     | personnalités élues par l'Assemblée Nationale                                                                    | membres désignés par le Président de la République                                                                        |
| ----------------------------- | ------------------------------------------- | ----------------------------------- | --- | --- |
| Le Président de la République | le garde des sceaux, ministre de la justice | Quatre magistrats élus pour six ans | Six personnalités élues à la majorité des deux tiers pour six ans en dehors des membres de l'Assemblée Nationale | Deux membres désignés pour six ans en dehors du Parlement et de la magistrature, mais au sein des professions judiciaires |

### Sous laVème République

#### Composition initiale[1],[2]
| Président                     | Vice-président                              | membres magistrats                                                                         | membres extérieurs |
| ----------------------------- | ------------------------------------------- | ------------------------------------------------------------------------------------------ | --- |
| Le Président de la République | le garde des sceaux, ministre de la justice | - Trois membres de la Cour de cassation dont un avocat général - trois magistrats du siège | - Deux personnalités n'appartenant pas à la magistrature désignées par le Président de la République - Un conseiller d'Etat |

#### Réforme constitutionnelle de 1993[3],[4]
|                                                          | Président                     | Vice-président                              | membres magistrats | membres extérieurs |
| Formation compétente à l'égard des magistrats du siège   | Le Président de la République | le garde des sceaux, ministre de la justice | - Un magistrat du siège hors hiérarchie de la Cour de cassation - Un premier président de cour d'appel - Un président de tribunal de grande instance - Deux magistrats du siège - Un magistrat du parquet                              | - Une personnalité désignée par le Président de la République - Une personnalité désignée par le président de l’Assemblée nationale - Une personnalité désignée par le président du Sénat - Un conseiller d'Etat |
| Formation compétente à l'égard des magistrats du parquet | Le Président de la République | le garde des sceaux, ministre de la justice | - Un magistrat du parquet hors hiérarchie à la Cour de cassation - Un procureur général près une cour d'appel - Un procureur de la République près un tribunal de grande instance - Deux magistrats du parquet - Un magistrat du siège | - Une personnalité désignée par le Président de la République - Une personnalité désignée par le président de l’Assemblée nationale - Une personnalité désignée par le président du Sénat - Un conseiller d'Etat |

#### Réforme constitutionnelle de 2008
Sources :
- « LOI constitutionnelle n° 2008-724 du 23 juillet 2008 de modernisation des institutions de la Ve République (1) »
- « Loi organique n° 94-100 du 5 février 1994 sur le Conseil supérieur de la magistrature »

|                                                          | Président                                      | membres magistrats | membres extérieurs |
| Formation compétente à l'égard des magistrats du siège   | Le Premier président de la Cour de cassation   | - un magistrat du siège hors hiérarchie de la Cour de cassation - Un premier président de cour d'appel - Un président de tribunal judiciaire - Deux magistrats du siège - Un magistrat du parquet                              | - Deux personnalités qualifiées désignées par le Président de la République - Deux personnalités qualifiées désignées par le président de l'Assemblée Nationale - Deux personnalités qualifiées désignées par le président du Sénat - Un conseiller d'Etat - Un avocat |
| Formation compétente à l'égard des magistrats du parquet | Le procureur général près la Cour de cassation | - Un magistrat du parquet hors hiérarchie à la Cour de cassation - Un procureur général près une cour d'appel - Un procureur de la République près un tribunal judiciaire - Deux magistrats du parquet - Un magistrat du siège | - Deux personnalités qualifiées désignées par le Président de la République - Deux personnalités qualifiées désignées par le président de l'Assemblée Nationale - Deux personnalités qualifiées désignées par le président du Sénat - Un conseiller d'Etat - Un avocat |

## Liste des membres actuels
|                                                          | Président                                           | membres magistrats | membres extérieurs |
| Formation compétente à l'égard des magistrats du siège   | Christophe Soulard                                  | - Pascal Chauvin (président de chambre à la Cour de cassation) - Catherine Farinelli (premier président de la cour d'appel d'Amiens) - Julien Simon-Delcros (président du tribunal judiciaire d'Orléans) - Jean-Baptiste Haquet (président de chambre à la cour d'appel de Nancy) - Clara Grande (vice-président de tribunal judiciaire de Marseille) - Alexis Bouroz (premier avocat général près la cour d'appel de Paris)                                                                    | - Élisabeth Guigou (ancienne Garde des Sceaux, ministre de la Justice) - Patrick Titiun (chef de cabinet du président de la Cour européenne des droits de l'homme) - Diane Roman (professeure de droit public à l'École de droit de la Sorbonne - Université Panthéon-Sorbonne) - Loïc Cadiet (professeur à l'École de droit de la Sorbonne - Université Panthéon-Sorbonne) - Dominique Lottin (ancienne magistrate judiciaire, ancienne membre du Conseil constitutionnel) - Patrick Wachsmann (professeur émérite de droit public à l'Université de Strasbourg) - Jean-Luc Forget (avocat au barreau de Toulouse, ancien président de la conférence des bâtonniers, ancien vice-président du Conseil national des barreaux) - Christian Vigouroux (président de section honoraire du Conseil d'Etat) |
| Formation compétente à l'égard des magistrats du parquet | - François Molins (jusqu'en juin 2023) - Rémy Heitz | - Madeleine Mathieu (avocate générale près la Cour de cassation) - Pierre-Yves Couilleau (procureur général près la cour d'appel de Bordeaux) - Rémi Coutin (procureur de la République près le tribunal judiciaire d'Évreux) - Laurent Fekkar (procureur de la République adjoint près le tribunal judiciaire de Montpellier) - Véronique Surel (vice-procureure de la République près le tribunal judiciaire de Nantes) - Céline Parisot (vice-présidente au tribunal judiciaire de Grenoble) | - Élisabeth Guigou (ancienne Garde des Sceaux, ministre de la Justice) - Patrick Titiun (chef de cabinet du président de la Cour européenne des droits de l'homme) - Diane Roman (professeure de droit public à l'École de droit de la Sorbonne - Université Panthéon-Sorbonne) - Loïc Cadiet (professeur à l'École de droit de la Sorbonne - Université Panthéon-Sorbonne) - Dominique Lottin (ancienne magistrate judiciaire, ancienne membre du Conseil constitutionnel) - Patrick Wachsmann (professeur émérite de droit public à l'Université de Strasbourg) - Jean-Luc Forget (avocat au barreau de Toulouse, ancien président de la conférence des bâtonniers, ancien vice-président du Conseil national des barreaux) - Christian Vigouroux (président de section honoraire du Conseil d'Etat) |

## Liste des membres sous laIVeRépublique
| Président      | Vice-président                                                                    | membres élus par les magistrats                                             | membres élus par l'Assemblée Nationale | membres désignés par le Président de la République |
| -------------- | --------------------------------------------------------------------------------- | --------------------------------------------------------------------------- | --- | -------------------------------------------------- |
| Vincent Auriol | - André Marie - Robert Lecourt - René Mayer - Edgar Faure - Léon Martinaud-Déplat | - Charles Donat-Guigne - Jean Ausset - Robert Sédille - Clément Charpentier | - Paul Baudelot - Jean Brouchot - Raymond Bacquart - Léon Fleys - René Vigier - André Hauriou - Charles Le Coq de Kerland - Pierre Roland-Lévy - Émile Lisbonne - Pierre Chaumié | - Daniel Lemanissier - André Mars                  |

| Président                    | Vice-président | membres élus par les magistrats                                               | membres élus par l'Assemblée Nationale | membres désignés par le Président de la République |
| ---------------------------- | --- | ----------------------------------------------------------------------------- | --- | -------------------------------------------------- |
| - Vincent Auriol - René Coty | - Léon Martinaud-Déplat - Paul Ribeyre - Émile Hugues - Jean Michel Guérin du Boscq de Beaumont - Emmanuel Temple - Robert Schuman - François Mitterrand - Édouard Corniglion-Molinier - Robert Lecourt - Michel Debré | - Ernest Rossignol - Dautet - Emile Bazire - André Sauvageot - Marcel Hamiaut | - René Vigier - Raymond Bacquart - Charles Le Coq de Kerland - Pierre Chaumié - Pierre Brack - Marcel Sammarcelli - André Hauriou - René Chazelle | - Daniel Lemanissier - André Mars                  |

## Liste des membres sous la Vème République

### Liste des membres en application des règles de 1958
| Président         | Vice-président                                  | membres magistrats                                                                                               | membres extérieurs                                                               |
| ----------------- | ----------------------------------------------- | --- | -------------------------------------------------------------------------------- |
| Charles de Gaulle | - Edmond Michelet - Bernard Chenot - Jean Foyer | - Paul Amor - Yves Michel - Fernand de Montera - Henri Picard - Paul Pompei - Pierre Roland-Lévy - Pierre Dedieu | - Jean Nicolay - Marcel Waline - Raymond Bacquart - Louis Bodard - André Mathiot |

| Président         | Vice-président | membres magistrats | membres extérieurs                             |
| ----------------- | -------------- | --- | ---------------------------------------------- |
| Charles de Gaulle | Jean Foyer     | - Paul Amor - Jean Bouquier - André Camus - Pierre Dedieu - Michel Monegier du Sorbier - Henri Picard - Bernard Comte | - Pierre Lampué - André Mathiot - Louis Bodard |

| Président                              | Vice-président                                          | membres magistrats                                                                                        | membres extérieurs                            |
| -------------------------------------- | ------------------------------------------------------- | --- | --------------------------------------------- |
| - Charles de Gaulle - Georges Pompidou | - Jean Foyer - Louis Joxe - René Capitant - René Pleven | - Henri Brunhes - André Caron - Edgard Constant - Roger Derenne - Henri Guary - André Touren - Jean Robin | - Gérard Cornu - Pierre Lampué - Alain Barjot |

| Président                                     | Vice-président                                  | membres magistrats                                                                                            | membres extérieurs                          |
| --------------------------------------------- | ----------------------------------------------- | --- | ------------------------------------------- |
| - Georges Pompidou - Valéry Giscard d'Estaing | - René Pleven - Jean Taittinger - Jean Lecanuet | - Henri Brunhes - André Buraud - Jean Le Gueut - Jean Robin - Georges Thirion - Pierre Vergne - Pierre Mongin | - Gérard Cornu - Alain Weill - Alain Barjot |

| Président                | Vice-président                                        | membres magistrats                                                                                  | membres extérieurs                                |
| ------------------------ | ----------------------------------------------------- | --------------------------------------------------------------------------------------------------- | ------------------------------------------------- |
| Valéry Giscard d'Estaing | - Jean Lecanuet - Olivier Guichard - Alain Peyrefitte | - Michel Binet - Félix Boucly - Jacques Decaudin - Philippe Palazzo - Jean Pucheus - Denise Remuzon | - René Rémond - Jean Vincent - Francis de Baecque |

| Président                                        | Vice-président                                       | membres magistrats                                                                                  | membres extérieurs                                                                            |
| ------------------------------------------------ | ---------------------------------------------------- | --------------------------------------------------------------------------------------------------- | --------------------------------------------------------------------------------------------- |
| - Valéry Giscard d'Estaing - François Mitterrand | - Alain Peyrefitte - Maurice Faure - Robert Badinter | - Albert Daussy - Bertrand Dauvergne - Marcel Fautz - Thérèse Guilhem - Jacques Simon - Jean Wagner | - Yvonne Lambert Faivre - Jean-Claude Soyer - Jacques Chardeau - Henri Gilbert - Daniel Mayer |

| Président           | Vice-président                                       | membres magistrats | membres extérieurs                                                                         |
| ------------------- | ---------------------------------------------------- | --- | ------------------------------------------------------------------------------------------ |
| François Mitterrand | - Robert Badinter - Michel Crépeau - Albin Chalandon | - Pierre Bezio - Renaud Chazal de Mauriac - Jean Jegu - Georges Liaras - Jeanine Loreau - Françoise Trouvat - Paul Didier | - Christian Gavalda - Daniel Mayer - Suzanne Grevisse - Jean-Claude Périer - Albert Gazier |

| Président           | Vice-président                                        | membres magistrats                                                                   | membres extérieurs                                            |
| ------------------- | ----------------------------------------------------- | ------------------------------------------------------------------------------------ | ------------------------------------------------------------- |
| François Mitterrand | - Albin Chalandon - Pierre Arpaillange - Henri Nallet | - Thierry Cathala - Françoise Cuny - Henry Ecoutin - Pierre Garbit - Claude Zambeaux | - Pierre Dabezies - Albert Gazier - Jean Pinel - Colette Même |

| Président           | Vice-président                                        | membres magistrats                                                                                                  | membres extérieurs                                                                       |
| ------------------- | ----------------------------------------------------- | --- | ---------------------------------------------------------------------------------------- |
| François Mitterrand | - Henri Nallet - Michel Vauzelle - Pierre Méhaignerie | - Bernard Bacou - Marie-Christine Degrandi - Léopold Lambotte - Jean-Claude Lecante - Jacques Souppe - Guy Vernette | - Jean-Michel Galabert - François Bernard - Christian Graeff - Jean Pinel - Paul Legatte |

### Liste des membres en application de la réforme de 1993
|                                                          | Président                              | Vice-président                                           | membres magistrats                                                                                            | membres extérieurs                                                        |
| Formation compétente à l'égard des magistrats du siège   | - François Mitterrand - Jacques Chirac | - Pierre Méhaignerie - Jacques Toubon - Élisabeth Guigou | - François Gregoire - Jean-Pierre Pech - Jean Trotel - Jean-Yves McKee - Jacques Huard - Alain Mombel         | - Christian Graeff - Jacques Montouchet - Jean Gicquel - François Bernard |
| Formation compétente à l'égard des magistrats du parquet | - François Mitterrand - Jacques Chirac | - Pierre Méhaignerie - Jacques Toubon - Élisabeth Guigou | - Roger Gaunet - Henri Desclaux - Marc Desert - Jacques Cholet - Martine Valdes-Boulouque - Dominique Barella | - Christian Graeff - Jacques Montouchet - Jean Gicquel - François Bernard |

|                                                          | Président      | Vice-président                                             | membres magistrats | membres extérieurs                                                  |
| Formation compétente à l'égard des magistrats du siège   | Jacques Chirac | - Élisabeth Guigou - Marylise Lebranchu - Dominique Perben | - Ivan Zakine - Jean-Claude Girousse - Henry Robert - Marie-Claude Lagon-Berenger - Philippe Delarbre - Michel Lernout                       | - Claude Contamine - Pierre Avril - Jacques Fournier - Roger Errera |
| Formation compétente à l'égard des magistrats du parquet | Jacques Chirac | - Élisabeth Guigou - Marylise Lebranchu - Dominique Perben | - Charles Sodini - Christian Raysseguier - Jean-Paul Simonnot - Michel Joubrel - Jean-Paul Bazelaire - Marie-Christine Pecastaing-Riboulleau | - Claude Contamine - Pierre Avril - Jacques Fournier - Roger Errera |

|                                                          | Président      | Vice-président                      | membres magistrats                                                                                             | membres extérieurs                                                                 |
| Formation compétente à l'égard des magistrats du siège   | Jacques Chirac | - Dominique Perben - Pascal Clément | - Roger Beauvois - Vincent Lamanda - Philippe Mury - Valéry Turcey - Sabine Mariette - Claude Pernollet        | - Francis Brun-Buisson - Jacques Olle-Laprune - Dominique Rousseau - Alain Bacquet |
| Formation compétente à l'égard des magistrats du parquet | Jacques Chirac | - Dominique Perben - Pascal Clément | - Cécile Petit - André Ride - Jacques Beaume - Jean-Paul Sudre - Raphaël Weissmann - Christiane Blache-Berkani | - Francis Brun-Buisson - Jacques Olle-Laprune - Dominique Rousseau - Alain Bacquet |

|                                                          | Président                          | Vice-président                                                          | membres magistrats | membres extérieurs                                                                          |
| Formation compétente à l'égard des magistrats du siège   | - Jacques Chirac - Nicolas Sarkozy | - Pascal Clément - Rachida Dati - Michèle Alliot-Marie - Michel Mercier | - Jean-François Weber - Hervé Grange - Michel Le Pogam - Luc Barbier - Gracieuse Lacoste - Xavier Chavigné                 | - Francis Brun-Buisson - Jean-Claude Becane - Dominique Chagnollaud - Dominique Latournerie |
| Formation compétente à l'égard des magistrats du parquet | - Jacques Chirac - Nicolas Sarkozy | - Pascal Clément - Rachida Dati - Michèle Alliot-Marie - Michel Mercier | - Jean-Michel Bruntz - Jean-Claude Vuillemin - Jean-Pierre Dreno - Yves Gambert - Denis Chausserie-Laprée - Marie-Jane Ody | - Francis Brun-Buisson - Jean-Claude Becane - Dominique Chagnollaud - Dominique Latournerie |

### Liste des membres en application de la réforme de 2008
|                                                          | Président                           | membres magistrats                                                                                                  | membres extérieurs |
| Formation compétente à l'égard des magistrats du siège   | - Vincent Lamanda - Bertrand Louvel | - Daniel Ludet - Jean trotel - Loïc Chauty - Laurent Bedouet - Emmanuelle Perreux - Catherine Vandier               | - Jean-Pierre Machelon - Rose-Marie Van Lerberghe - Pierre Fauchon - Chantal Kerbec - Martine Lombard - Bertrand Mathieu - Christophe Ricour - Frédéric Tiberghien |
| Formation compétente à l'égard des magistrats du parquet | Jean-Claude Marin                   | - Christian Raysseguier - Jean-Olivier Viout - Danielle Drouy-Ayral - Anne Coquet - Christophe Vivet - Luc Fontaine | - Jean-Pierre Machelon - Rose-Marie Van Lerberghe - Pierre Fauchon - Chantal Kerbec - Martine Lombard - Bertrand Mathieu - Christophe Ricour - Frédéric Tiberghien |

|                                                          | Président                             | membres magistrats | membres extérieurs |
| Formation compétente à l'égard des magistrats du siège   | Bertrand Louvel                       | - Alain Lacabarats - Chantal Bussière - Eric Maréchal - Christophe Régnard - Alain Vogelweith - Virginie Valton            | - Jean Danet - Soraya Amrani Mekki - Dominique Pouyaud - Georges-Eric Touchard - Évelyne Serverin - Guillaume Tusseau - Paule Aboudaram - Yves Robineau - Jacqueline de Guillenchmidt |
| Formation compétente à l'égard des magistrats du parquet | - Jean-Claude Marin - François Molins | - Didier Boccon-Gibod - Jean-Marie Huet - Vincent Lesclous - Raphaël Grandfils - François Thévenot - Richard Samas-Santafé | - Jean Danet - Soraya Amrani Mekki - Dominique Pouyaud - Georges-Eric Touchard - Évelyne Serverin - Guillaume Tusseau - Paule Aboudaram - Yves Robineau - Jacqueline de Guillenchmidt |

|                                                          | Président                                              | membres magistrats | membres extérieurs |
| Formation compétente à l'égard des magistrats du siège   | - Bertrand Louvel - Chantal Arens - Christophe Soulard | - Didier Guérin - Régis Vanhasbrouck - Benoît Giraud - Virginie Duval - Benoist Hurel - Dominique Sauves                      | - Sandrine Clavel - Yves Saint-Geours - Hélène Pauliat - Georges Bergougnous - Natalie Fricero - Jean-Christophe Galloux - Frank Natali - Olivier Schrameck |
| Formation compétente à l'égard des magistrats du parquet | - François Molins                                      | - Jean-Paul Sudre - Jeanne-Marie Vermeulin - David Charmatz - Jean-François Mayet - Isabelle Pouey - Marie-Antoinette Houyvet | - Sandrine Clavel - Yves Saint-Geours - Hélène Pauliat - Georges Bergougnous - Natalie Fricero - Jean-Christophe Galloux - Frank Natali - Olivier Schrameck |